# Campionati francesi di sci alpino 1989
Ai Campionati francesi di sci alpino 1989 furono assegnati i titoli di discesa libera, supergigante, slalom gigante, slalom speciale e combinata, sia maschili sia femminili, e di parallelo maschile.

## Risultati
| Specialità      | Uomini           | Donne             |
| --------------- | ---------------- | ----------------- |
| Discesa libera  | Luc Alphand      | Nathalie Bouvier  |
| Supergigante    | Jean-Luc Crétier | Catherine Quittet |
| Slalom gigante  | Jérôme Noviant   | Catherine Quittet |
| Slalom speciale | François Simond  | Béatrice Filliol  |
| Combinata       | Armand Schiele   | Régine Cavagnoud  |
| Parallelo       | Alain Feutrier   | non assegnato     |